# Église Saint-Brice de Thairy
Pour les articles homonymes, voir Saint-Brice et Église Saint-Brice.
L’église Saint-Brice de Thairy est une église catholique située dans le département de la Haute-Savoie, sur la commune de Saint-Julien-en-Genevois. De style néo-baroque, elle est dédiée à l'évêque Brice de Tours.

## Histoire
Thairy est l'un des six hameaux de la commune de Saint-Julien-en-Genevois. La commune de Thairy est réunie à Saint-Julien-en-Genevois en 1965. Elle formait une paroisse indépendante étendue notamment au village de Soral, qui se trouve désormais en Suisse.
En 1768, sous le royaume de Sardaigne (1720-1861), monseigneur Jean-Pierre Biord est en visite épiscopale, il trouve un édifice en ruine et ordonne sa reconstruction,. La reconstruction se termine probablement en 1772 puisqu'une pierre encastrée porte cette date. Le nouvel édifice intègre un clocher qui serait daté de l'année 1637 (ou 1687 ?).
En 1814, lors de la bataille de Saint-Julien, des combats à la baïonnette se déroulent au pied de l'église.
L'église est fermée au public en 2006 en raison de son mauvais état. Des étais ont été placés à l'intérieur de l'église qui soutiennent la toiture. L'église est dans l'attente d'un projet de rénovation.

## Description

### Corps
L’église de Thairy se compose d’une nef de trois travées, régulièrement orientée, et d’un chœur droit, long d’une travée moins large que la nef,. Elle est couverte d’une voûte d’arêtes, ornée dans la dernière travée de la nef d’un médaillon central, où des masques d’angelots apparaissent parmi des nuages et des rayons de stuc. Les doubleaux, simples, reposent sur des pilastres dont la saillie détermine des formerets profonds et qui sont, comme les arcs eux-mêmes, décorés de motifs stuqués de faible relief ; des impostes à moulures très simples surmontent les pilastres. L’éclairage est fourni par des fenêtres rectangulaires, au linteau légèrement cintré, à l’extérieur comme à l’intérieur.
Le maître-autel comporte notamment un tableau représentant saint Brice. Cet autel semble par ailleurs plus ancien que l'édifice.

### Clocher
Il est coiffé d’une flèche basse où se superposent une pyramide, un lanternon, un bulbe écrasé, un campanile secondaire et un petit bulbe pourvu d’une aiguille terminale. La façade occidentale s’orne d’un portail en molasse, à fronton interrompu. Le clocher est dit « à double bulbe octogonal » et accueille au premier niveau le mécanisme de l’horloge, et au second le beffroi avec 3 cloches.